# 法性寺 (墨田区)
法性寺（ほっしょうじ）は、東京都墨田区業平五丁目にある日蓮宗の寺院。

## 概要
山号は妙見山、院号は玄和院、通称は柳嶋妙見堂。旧本山は本山真間山弘法寺。旧寺格は緋金襴寺跡・中本寺。池上中道不二庵法類 柳嶋法縁 縁頭寺。葛飾北斎が信仰していた寺として知られる。

## 歴史
明応元年（1492年）、真間山弘法寺 7世・聚楽院日與の弟子とされる法性房日遄が開山となり創建された。 寛文13年（1673年）、弘法寺15世・妙悟院日玄が日朗門流（比企谷・池上門流）の本拠である長興山妙本寺・長栄山本門寺両山 22世に晋山し南谷檀林を開檀。この事が端緒となり伊予阿闍梨日頂門流と日朗門流は急速に一体化の道を進んだ。日玄から江戸期最後の貫首である60世・妙慈院日運まで38人の貫首うち実に20人が弘法寺から晋山している事が、その証左である。

### 柳嶋法縁
この流れの中で日頂門流系の寺院には飯高檀林城下谷（ねごやさく）出身の学僧が多く入寺するようになり、江戸時代中期には大きく2つの法縁 が成立する。1つが光照山感應寺を縁頭寺（中心寺院）とする堺感應寺法縁であり、もう1つが法性寺を縁頭寺とする柳嶋法縁である。
この柳嶋法縁の縁祖と仰がれるのが18世・玄玄院日顓である。 東山檀林の化主を務めた後の天明8年（1788年）に法性寺に入寺し、諸堂の全面改築と境内の拡張に尽力する事17年。文化2年（1805年）廣布山妙國寺に栄晋し権少僧都に任じられた。その後、同4年（1807年）には権大僧都、同6年（1809年）には大僧都に昇進し法印に叙せられ、同7年（1810年）には僧正に任じられた。更に妙國寺晋山後に正中山法華経寺に栄晋、最終的には比企谷池上両山の准歴にも叙せられ、文政2年（1819年）3月25日に64歳で遷化した。日顓の後、歴代住職には東山檀林の化主が迎えられ比企谷池上両山・弘法寺・龍水山海長寺等の貫首を輩出するなど、日朗・日頂両門流の重要寺院として名声を高めていった。

### 葛飾北斎
そして、数多くの名僧を輩出した以上に法性寺の名を高めたのが、北辰妙見大菩薩信仰の隆盛であった。日顓が住持していた頃はまさしくその全盛期であったが、この頃に度々参詣していたと伝えられているのが葛飾北斎である。寺伝によれば、寛政6年（1794年）に勝川派を破門された北斎が生活の困窮と画業の大成を願い、当時“柳嶋の開運の妙見様”で名高かった柳嶋妙見堂に21日間通ったという。そして満願の日の帰路、突如雷に打たれて失神。再び眼を開いた時から運が開けて以来、度々参詣に訪れたと伝えられている。一説によれば「北斎辰政」の名乗りは妙見菩薩の冠辞「北辰」に肖ったものと言われ、銘「柳嶋妙見堂」という絵を残している事からもその篤信ぶりが窺える。更には、当時の柳嶋妙見堂の賑わいが『江戸名所図会』 にも取り上げられており、歌川広重や歌川芳員も浮世絵に残している。 また広重を始め歌川豊国・初代市川左團次・6代目尾上菊五郎・6代目桂文治などが芸道の開運を願って日参したと伝えられ、落語「中村仲蔵（蛇の目傘）」や歌舞伎「於染久松色読販」などでは柳嶋の妙見参りが登場する。

### 妙見様の御利益
このような盛況に継ぐ盛況の歴史に暗雲が垂れ込めたのが、大正12年（1923年）9月1日に発生した関東大震災と第二次世界大戦であった。僅か30年の間に発生した存続の危機は歴代住職による命懸けの護持丹精によって切り抜けたが、戦後の復興期に至っても大きな問題が発生する。昭和40年（1965年）から昭和48年（1973年）に掛けて、東京都は下町地区の大震火災時の避難に関する研究を開始し広域避難場所を続々と選定し始めた。これに伴って木造狭小住宅が密集していた墨田区の業平・押上・文花・立花地区にも“広域避難場所の設定に伴う大規模な立ち退きの可能性”が生じたが、これに反対する地域住民が都と対立。一時は硬直状態に陥り深刻な状況にまで発展した。この時、地元の町内会長を務めていた38世・妙道院日意（鈴木良雄）が状況打開の為に英断を下し、本堂・客殿・庫裡等の主要建築物を取り壊した上で鉄筋コンクリート製の諸堂及びマンション（業平ハイツ）を建築。東京都が理想とする不燃性の高い建物を整え、対象の地域住民の為に広く門戸を開放したと言う。この「幽冥に北斗（北辰）の煌くが如く、達見（妙見）を以って人生の指針を示す」という妙見信仰の真精神は、39世・妙玄院日敬（鈴木良敬）に継承され今日に至っている。

## 伽藍・境内
- 本堂
- 妙見堂 - 開運北辰妙見大菩薩を祀る。妙見の像は長さ一尺許り[1]。
- 葛飾北斎辰政の碑
- 近松門左衛門供養碑

## 文化財
- 近松門左衛門供養碑（断片）- 墨田区登録有形文化財（歴史資料）、2009年（平成21年）6月22日登録（非公開）。[9]
- 初代歌川豊国筆塚（断片）- 墨田区登録有形文化財（歴史資料）、2013年（平成25年）3月21日登録。[9]

## 歴代住持
| 歴代 | 法号 （俗姓・道号）                | 命日（享年［数え年］）             | 経歴 |
| ---- | ---------------------------------- | ---------------------------------- | --- |
| 開山 | 法性房日遄                         |                                    | 本山 真間山弘法寺7世・聚楽院日與の弟子 |
| 2世  | 日議                               |                                    | |
| 3世  | 日泰                               |                                    | |
| 4世  | 日寶                               |                                    | |
| 5世  | 日迢                               |                                    | |
| 6世  | 日宗                               |                                    | |
| 7世  | 日惠                               |                                    | |
| 8世  | 日圓                               |                                    | |
| 9世  | 日眞                               |                                    | |
| 10世 | 日明                               |                                    | |
| 11世 | 日見                               |                                    | |
| 12世 | 日理                               |                                    | |
| 13世 | 日輝                               |                                    | |
| 14世 | 日孝                               |                                    | |
| 15世 | 実修院日皎 （寛海）                | 天明7年（1787年）10月31日          | 本山・小西檀林 妙高山正法寺（千葉県大網白里市小西） 134世 平河山法恩寺（東京都墨田区太平） 30世 |
| 16世 | 深妙院日報 （文桂）                |                                    | |
| 17世 | 明静院日納 （存海）                | 寛政12年（1800年）2月25日          | 鎮護山善國寺（東京都新宿区神楽坂） 15世 |
| 18世 | 玄玄院日顓 （赤羽玄静）            | 文政2年（1819年）3月25日（64歳）   | 大本山 正中山法華経寺（千葉県市川市中山） 91世 大本山 長栄山本門寺（東京都大田区池上） 准歴 本山 長興山妙本寺（神奈川県鎌倉市大町） 准歴 本山 廣布山妙國寺（大阪府堺市堺区） 27世 東山檀林 妙慧山善正寺（京都府京都市左京区） 209世 早川山仏国寺（山梨県甲府市相生） 14世 池上中道不二庵法類 柳嶋法縁 縁祖                                        |
| 19世 | 玄和院日脩 （玄静）                | 弘化4年（1847年）12月13日（79歳）  | 大本山 長栄山本門寺（東京都大田区池上） 50世 本山 長興山妙本寺（神奈川県鎌倉市大町） 50世 飯高檀林 妙雲山飯高寺（千葉県匝瑳市飯高） 273世 東山檀林 妙慧山善正寺（京都府京都市左京区） 250世 早川山仏国寺（山梨県甲府市相生） 15世 |
| 20世 | 心静院日晄 （玄静）                | 文政10年（1827年）1月22日          | |
| 21世 | 貫華院日香 （玄静）                | 慶應3年（1867年）2月24日           | |
| 22世 | 玄収院日明 （玄静）                | 万延元年（1860年）2月26日（63歳）  | 大本山 長栄山本門寺（東京都大田区池上） 准歴 本山 真間山弘法寺（千葉県市川市真間） 62世 本山 長興山妙本寺（神奈川県鎌倉市大町） 准歴 東山檀林 妙慧山善正寺（京都府京都市左京区） 391世 星王山妙見寺（宮城県白石市柳町） 開山 一楽山清雲寺（静岡県伊豆市土肥） 29世 妙高山栄源寺（静岡県伊豆市小土肥） 34世                                        |
| 23世 | 佛種院日起                         | 弘化元年（1844年）12月27日         | 東山檀林 妙慧山善正寺（京都府京都市左京区） 475世 福祐山本迹寺（千葉県いすみ市行川） 42世 法光山蓮昌寺（東京都葛飾区小菅） 24世 |
| 24世 | 玄明院日敬                         | 文久元年（1861年）4月16日（63歳）  | 東山檀林 妙慧山善正寺（京都府京都市左京区） 420世 一楽山清雲寺（静岡県伊豆市土肥） 30世 超八山妙蔵寺（静岡県伊豆市八木沢） 25世 |
| 25世 | 玄慈院日僖 （魁雄）                | 元治2年（1865年）2月23日（70歳）   | 大本山 長栄山本門寺（東京都大田区池上） 59世 本山 長興山妙本寺（神奈川県鎌倉市大町） 59世 東山檀林 妙慧山善正寺（京都府京都市左京区） 411世 興栄山朗惺寺（東京都品川区小山） 37世 妙高山栄源寺（静岡県伊豆市小土肥） 45世 |
| 26世 | 玄志院日厚                         | 元治2年（1865年）2月15日（65歳）   | 東山檀林 妙慧山善正寺（京都府京都市左京区） 429世 長壽山本行寺（千葉県勝浦市浜勝浦） 27世 海潮山妙長寺（神奈川県鎌倉市材木座） 34世か |
| 27世 | 玄幽院日魁                         | 明治元年（1868年）9月26日          | 東山檀林 妙慧山善正寺（京都府京都市左京区） 486世 星王山妙見寺（宮城県白石市柳町） 2世 法光山蓮昌寺（東京都葛飾区小菅） 25世 |
| 28世 | 玄宏院日俊 （淵律）                | 明治15年（1882年）10月12日（51歳） | 東山檀林 妙慧山善正寺（京都府京都市左京区） 672世 一楽山清雲寺（静岡県伊豆市土肥） 32世 法性山三光寺（静岡県伊豆市戸田） 21世 |
| 29世 | 日静                               |                                    | |
| 30世 | 玄正院日悟                         | 明治29年（1896年）11月26日         | |
| 31世 | 玄顓院日梵                         | 明治31年（1898年）7月4日           | |
| 32世 | 玄亮院日孝 （山田淵恕）            | 大正6年（1917年）4月4日            | 福台山東漸寺（千葉県いすみ市国府台） 32世 長応山徳善寺（千葉県夷隅郡大多喜町） 歴世 法光山蓮昌寺（東京都葛飾区小菅） 29世 峻嶽山法雲寺（静岡県賀茂郡西伊豆町） 21世 |
| 33世 | 本地院日衞 （太田日衞）            | 大正12年（1923年）9月18日          | 本山 真間山弘法寺（千葉県市川市真間） 准歴 聖林山本蓮寺（長崎県長崎市筑後町） 28世か |
| 34世 | 妙道院日郁 （久保田桂秀）          | 昭和18年（1943年）3月20日（79歳）  | 本山 龍水山海長寺（静岡県静岡市清水） 62世 位光山安養寺（千葉県船橋市坪井町） 歴世 石歴山妙勝寺（東京都江戸川区上篠崎） 歴世 立光山正運寺（東京都台東区谷中） 歴世 一楽山清雲寺（静岡県伊豆市土肥） 35世 |
| 35世 | 妙高院日要 和光院日柱 （浅野常瑞） | 昭和12年（1937年）7月17日（66歳）  | 長耀山真浄寺（茨城県笠間市笠間） 33世 立開山教信坊（茨城県小美玉市上吉影） 歴世 教王山安榮寺（宮崎県日南市岩崎） 開山 延壽山妙傳寺（宮崎県延岡市岡富町） 開山 寳涌山えびの教会（宮崎県えびの市昌明寺） 開基 大正山光徳寺（熊本県阿蘇市西町） 開山 護圀山教王寺（鹿児島県鹿児島市松原町）開基 瑞国山妙徳寺（沖縄県南城市大里） 開山 鹿児島開教総監 |
| 36世 | 妙玄院日透 （新間智穏）            | 昭和20年（1945年）3月10日          | 亀福山本覚寺（静岡県下田市四丁目） 37世 妙高山栄源寺（静岡県伊豆市小土肥） 49世 稲生沢結社（静岡県下田市西本郷） 開創 |
| 37世 | 妙現院日喜 （鈴木戒秀）            | 昭和36年（1961年）7月13日（64歳）  | 石歴山妙勝寺（東京都江戸川区上篠崎） 歴世 廣布山覺源院（東京都大田区池上） 54世 慈性山安立院（東京都大田区池上） 歴世 |
| 38世 | 妙道院日意 （鈴木良雄）            | 平成30年（2018年）8月3日（88歳）   | 長養山春慶寺（東京都墨田区業平） 26世 廣布山覺源院（東京都大田区池上） 56世 |
| 39世 | 妙玄院日敬 （鈴木良敬）            |                                    | 本山 長興山妙本寺（神奈川県鎌倉市大町） 82世 |

## 旧本末
日蓮宗は1941年（昭和16年）に本末を解体したため、現在では旧本山・旧末寺と呼びならわしている。
- 真間山弘法寺（千葉県市川市真間）
  - 弘法寺 末：妙見山法性寺（東京都墨田区業平）
    - 法性寺 末：星王山妙見寺（宮城県白石市柳町）
      - 妙見寺 末：久栄山法玄寺（宮城県気仙沼市入沢）－旧塔頭の星王山法玄庵。安政6年（1859年）4月の創立。昭和16年（1941年）11月に現在地に移転・寺号公称。
      - 妙見寺 末：星王山蓮収庵（宮城県白石市柳町）－ 塔頭。現在は無い。
      - 妙見寺 末：星王山華光庵（宮城県白石市柳町）－ 塔頭。現在は無い。
      - 妙見寺 末：星王山経覚院（宮城県白石市柳町）－ 塔頭。現在は無い。
      - 妙見寺 末：瑞雲山薬師寺（宮城県白石市福岡蔵）
      - 妙見寺 末：大覺山日泰寺（宮城県柴田郡大河原町）

## 交通アクセス
- 押上駅B2出口より徒歩6分（経路案内）。